# ワイクリフ・ジョン
ワイクリフ・ジョン（Wyclef Jean、1969年10月17日 - ）は、ハイチ人のミュージシャン、ヒップホップMC、音楽プロデューサー、俳優である。ハイチ生まれだが、9歳でアメリカ合衆国のニューヨーク市に移住した。3人組ヒップホップグループ、フージーズのリーダーであったが、1997年にグループが解散して以降はソロで活動。名前はハイチのクレオール語で、/wajklɛf ʒã/、英語で、/ˈwaɪklɛf ˈʒɑːn/ と発音。
フージーズ時代のものも合わせると、彼のアルバムは総計で3100万枚以上のセールスを記録している。1994年にハイチ系アメリカ人のファッションデザイナーと結婚し、2005年に当時3歳だった女の子を養子にとった。基金を設立してハイチの子供たちに奨学金を支給するなど、慈善事業にも力を入れている。
2010年にはWe Are The World 25 Years for Haitiに参加。リードボーカルも務めた。
2010年8月5日、同年11月に行われるハイチ大統領選挙への立候補届けを提出したが、選挙管理委員会は「立候補には過去5年間、ハイチに在住することが必要」としてこれを認めなかった。

## ディスコグラフィ
- The Carnival (コロンビア, 1997)
- The Ecleftic: 2 Sides II a Book (コロンビア, 2000)
- Masquerade (コロンビア, 2002)
- Greatest Hits (コロンビア, 2003)
- The Preacher's Son (J, 2003)
- Welcome to Haiti: Creole 101 (Koch, 2004)
- Carnival Vol. II: Memoirs of an Immigrant (コロンビア, 2007)
- Carnival III: The Fall and Rise of a Refugee (2017)
- K-391 - Mystery (2018)